# Švábínov
Švábínov (německy Schwabinow) je chatová osada, část obce Chlístovice v okrese Kutná Hora. Nachází se asi 4,5 km na jih od Chlístovic ve Švábinovském lese. Jsou zde evidovány čtyři adresy. Trvale zde nežije žádný obyvatel.
Švábínov leží v katastrálním území Všesoky o výměře 4,28 km2.

## Název
Název Švábínov (lidově Švabinov) byl odvozen z příjmení ve významu Švabínův dvůr. V historických pramenech se jméno vsi objevuje ve tvarech: de swabynowa (1318), de Schwabinowa (1337), in Swabynowie (1379), w Sswabinowie (1537) a Sswabinow (1548).

## Historie
Švábínov je malá osada v lese s několika rybníky v okolí, má však středověký původ. První písemná zmínka je z roku 1316, kdy byl majitelem vsi Ježek ze Švábínova. Ve 14. století zde stála tvrz a dvůr, okolo postupně vznikla rozsáhlejší středověká vesnice. Koncem 15. století však už tvrz byla pustá. Osada se v 17. století stala součástí křesetického panství. Trvale obydlena byla až do druhé poloviny 20. století, od té doby má pouze rekreační funkci.
V roce 1664 Švabínov koupil, tehdy už jako pustou vesnici, Tomáš Ferdinand Popovský ze Scharfenbachu a připojil ji k úmonínskému panství.

## Doprava
Silniční cesty vedou k chatám tři. Hlavní lesní cesta vede ze silnice 335 s odbočkou mezi Rápošovem a Kateřinkami. Z chatové osady Vidlák (Černíny) vede další lesní cesta, která se napojuje na hlavní příjezdovou. Poslední cesta je původní a vede z Všesok.

## Fotogalerie

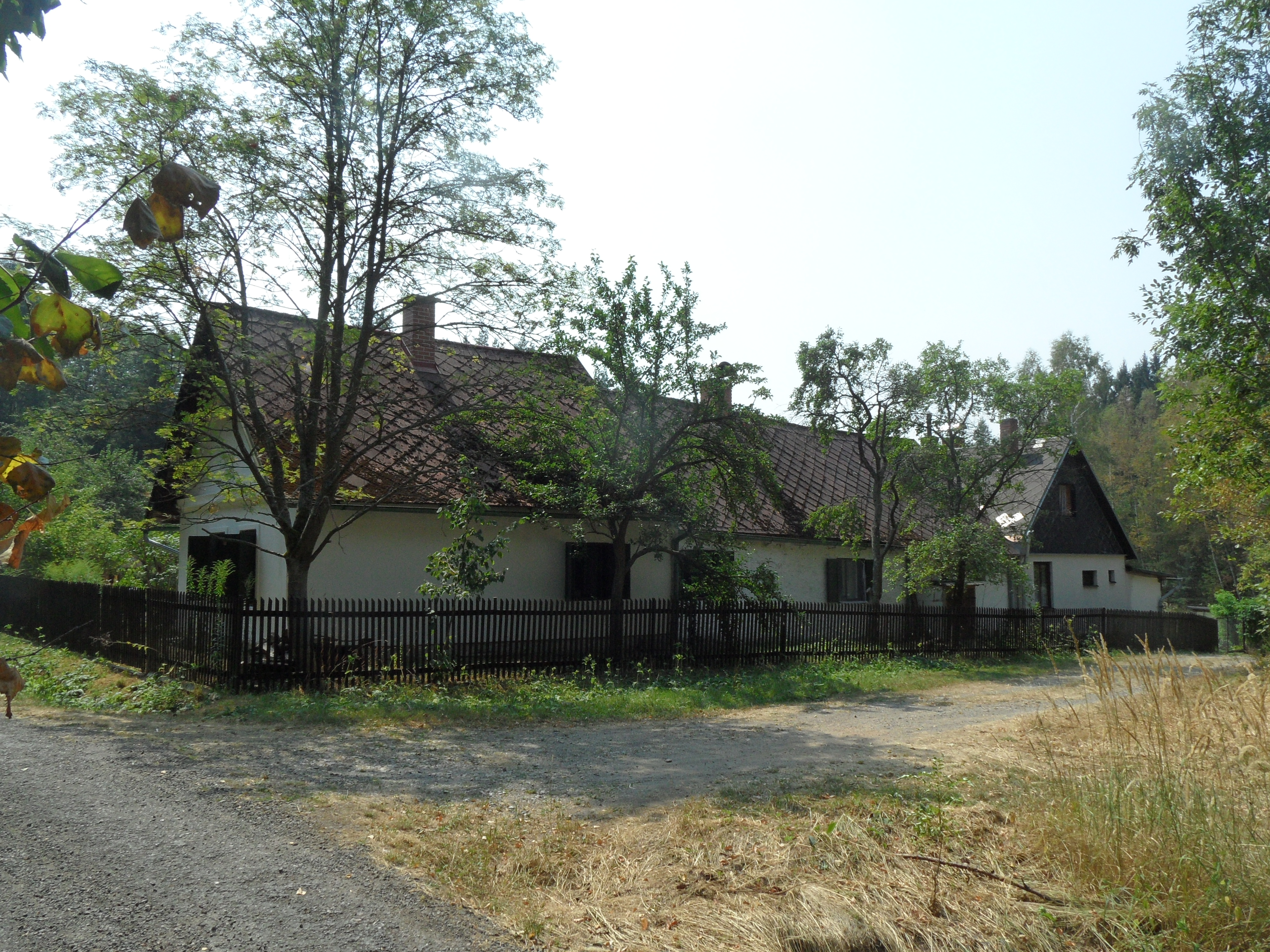
Původní chalupa, od severovýchodu
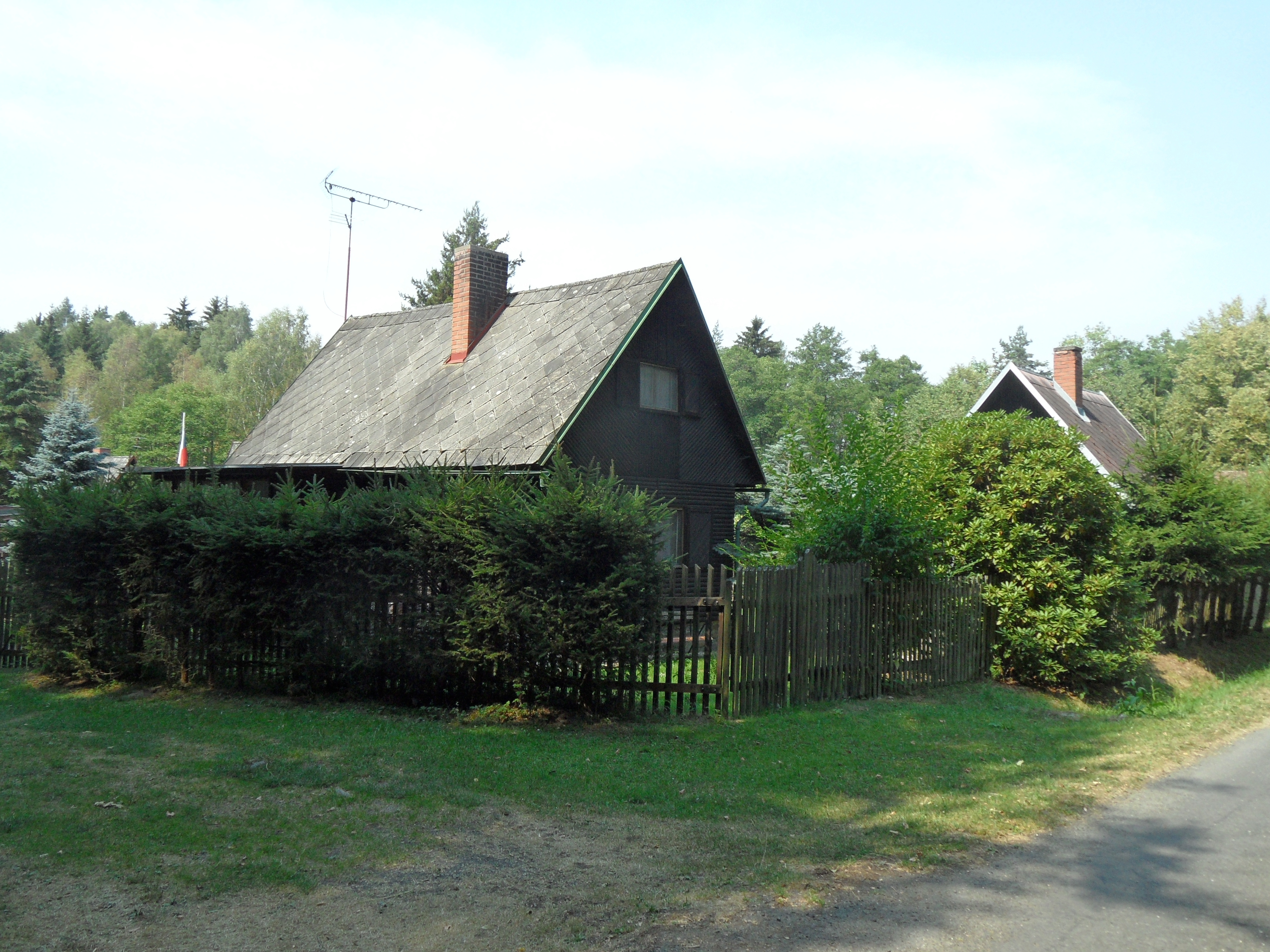
Chaty
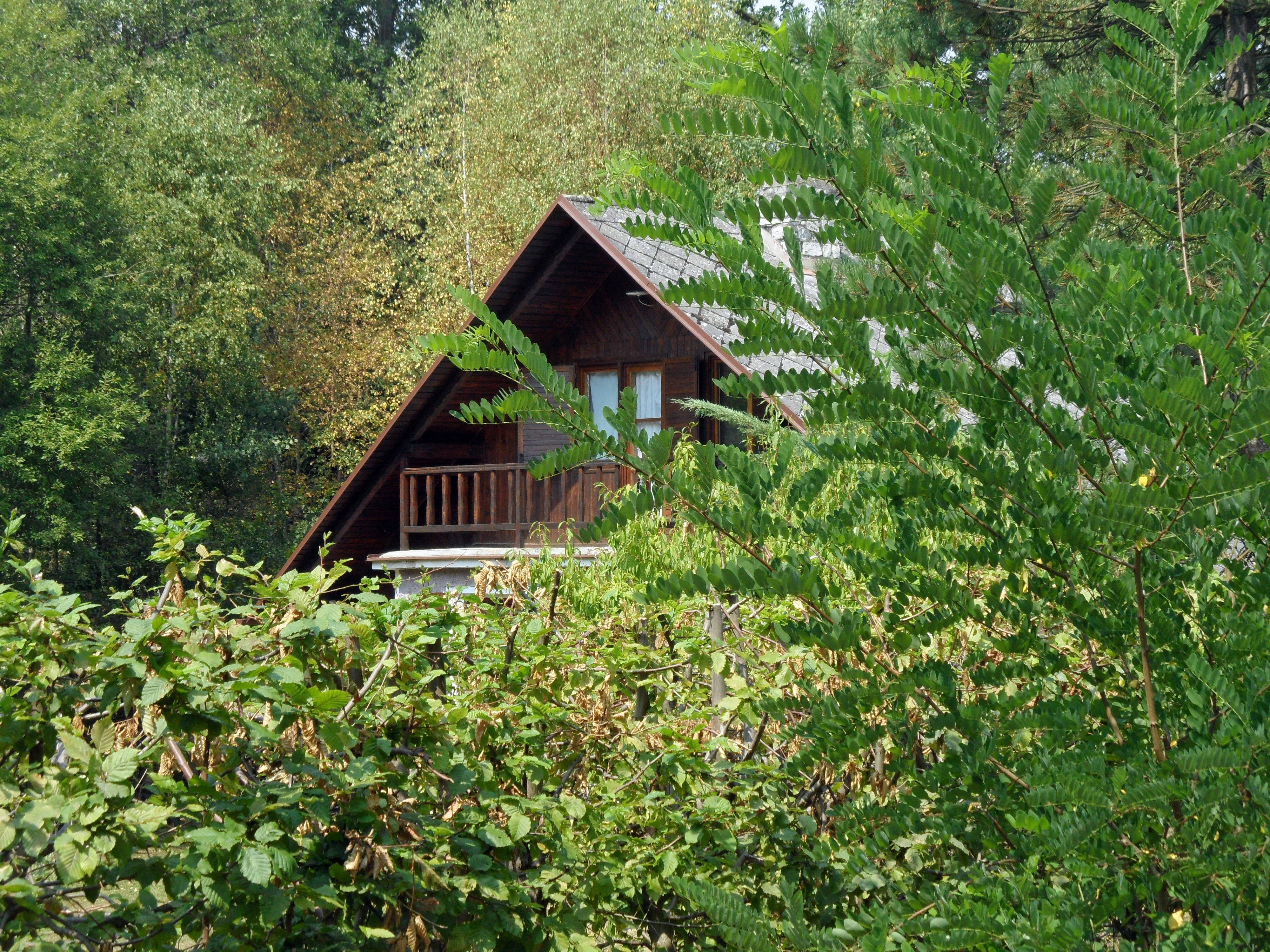
Chata skrytá v lese
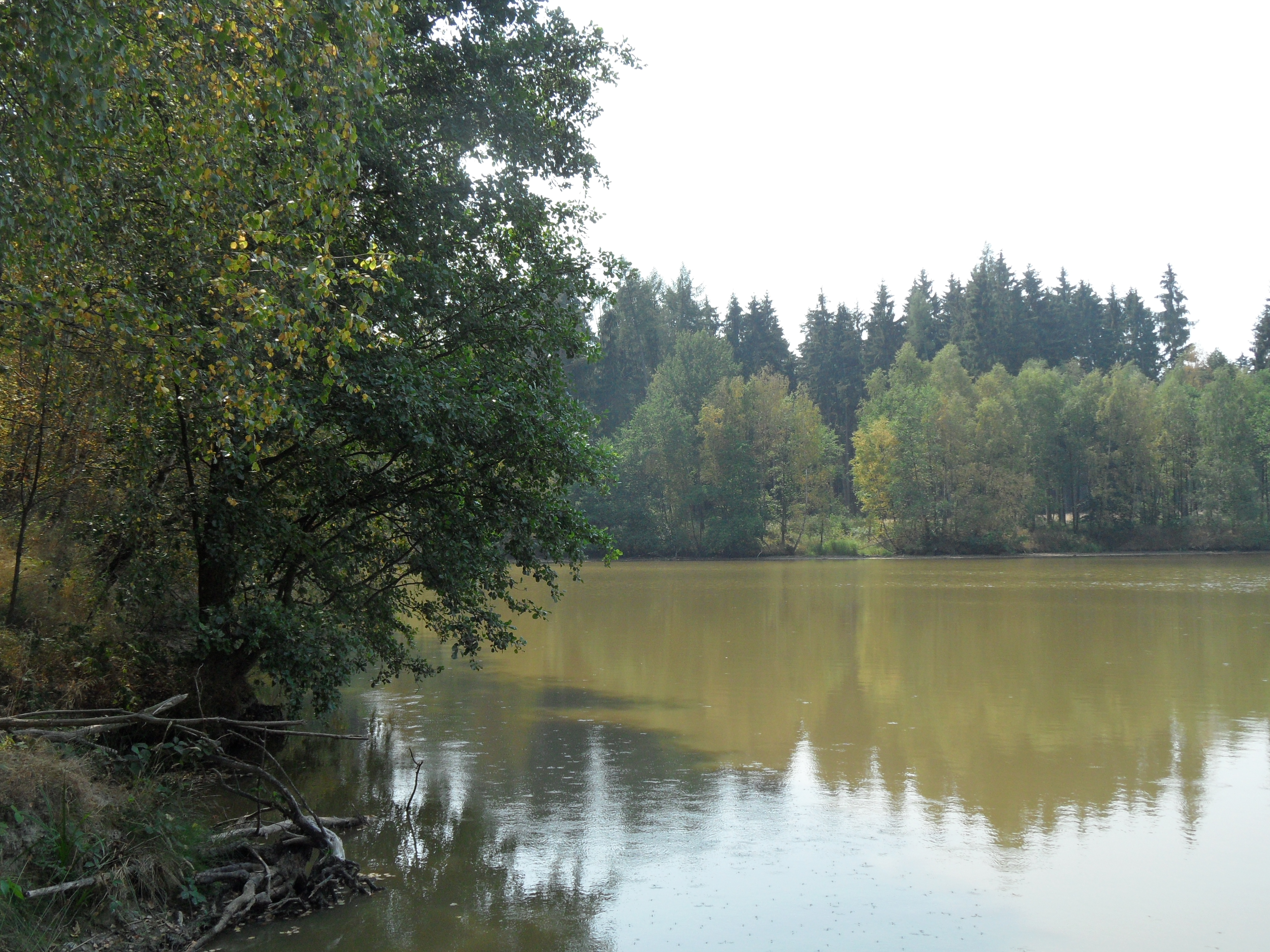
Švábinský rybník
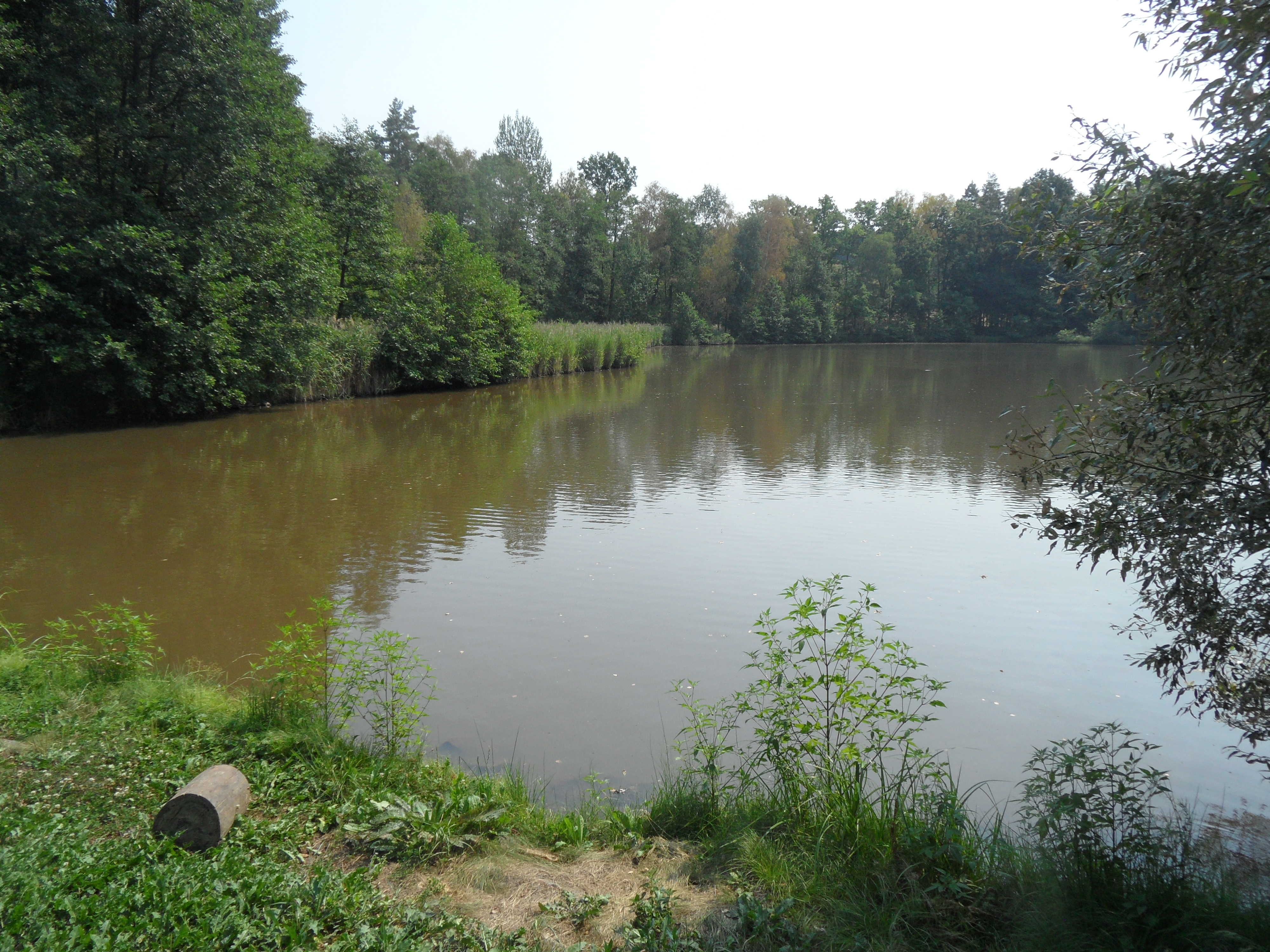
Hejniční rybník